# Eleição de liderança do Partido Conservador em julho de 2022

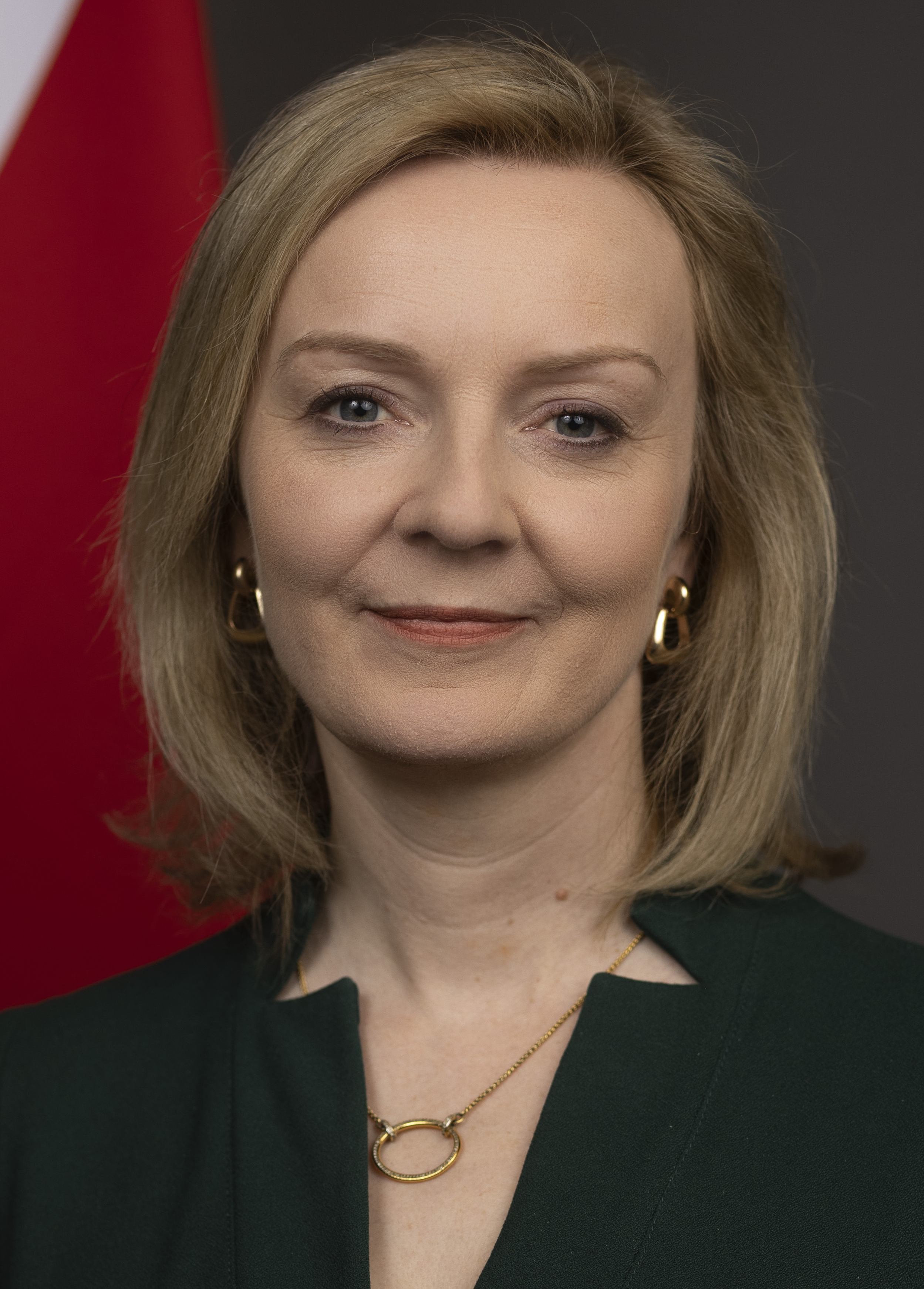
Líder do partido e primeira-ministra, Liz Truss.

A eleição da liderança do Partido Conservador de 2022 foi realizada de julho de 2022 até o início de setembro de 2022 para determinar o sucessor de Boris Johnson como líder do Partido Conservador.
Em julho de 2022, o maior número de ministros do governo renunciou na história britânica e muitos deputados anteriormente favoráveis pediram que Johnson renunciasse após o escândalo de Chris Pincher, culminando em uma crise do governo. Como resultado, em 7 de julho de 2022, Johnson anunciou que renunciaria ao cargo de líder do partido, mas disse que permaneceria no líder do partido e primeiro-ministro até que um sucessor fosse escolhido.
A votação ocorreu entre 13 de julho e 2 de setembro. Após uma série de votações no parlamento, a lista de candidatos foi reduzida a Liz Truss, até então Secretária de Relações Exteriores e Ministra da Igualdade sob a liderança de Boris; e Rishi Sunak, que atuou como Chanceler do Tesouro até 5 de julho. Em 5 de setembro, Truss foi eleita para liderar o partido e assumiu o cargo de primeira-ministra em 6 de setembro.

## Procedimento
O processo de eleição de um novo líder é dividido em três etapas. Na primeira, é desencadeado um concurso de liderança. Como Johnson renunciou, a constituição do partido diz que ele não é elegível para concorrer na disputa que se segue.
Na segunda, o Comitê de 1922 deve apresentar uma escolha de candidatos para ser líder. Os detalhes exatos de como esse estágio funciona são determinados pelo Comitê de 1922, após consulta ao Conselho do Partido Conservador. Esta etapa não se aplica se apenas um candidato for indicado, caso em que essa pessoa é declarada líder. Em 2019, os parlamentares conservadores realizaram uma série de votações até sobrarem apenas dois candidatos, com os candidatos excluídos por receberem menos votos em cada rodada, não cumprirem uma cota de votos em cada rodada ou desistirem.
Finalmente, na terceira fase, quando restam apenas dois candidatos, os membros do partido conservador votam entre eles na base de "um membro, um voto". Vence o concurso o candidato que obtiver mais de 50% dos votos.

## Campanha
Em 6 de julho de 2022, mais ministros renunciaram do que em qualquer dia da história moderna, após críticas à maneira como o primeiro-ministro Boris Johnson lidou com o escândalo de Chris Pincher. Isso resultou na declaração de renúncia de Boris Johnson em 7 de julho.
A então procuradora-geral da Inglaterra e País de Gales, Suella Braverman, tornou-se a primeira parlamentar conservadora a declarar publicamente sua candidatura antes mesmo de Johnson renunciar. Ao mesmo tempo em que pediu a renúncia de Johnson, ela disse que não renunciaria ao seu gabinete porque tinha um "dever e precisamos de um advogado no governo".
Vários outros candidatos teriam começado campanhas na noite de 7 de julho.